# 江戸鶴子
江戸 鶴子（えど つるこ、? - 元和7年7月29日（1621年9月15日））は、安土桃山時代から江戸時代初期の女性。
結城秀康の正室、のち烏丸光広の正室。鶴姫、蓮乗院とも。

## 略歴
常陸国水戸城城主・江戸重通の次女として誕生した。のち、祖父・結城晴朝の養女となり、天正18年（1590年）、秀康に嫁ぐ。
秀康とは不仲で子供にも恵まれなかった。秀康の死後、その母・長勝院の取り持ちで烏丸光広と再婚し、鶴松という子を得た。鶴松は3代福井藩主松平忠昌のとき越前に来て千石の知行を与えられたが、まもなく死去したという。
元和7年（1621年）7月29日、京で死去した。広布山本満寺に葬られた。法号は蓮乗院殿心誉霊光妙徹大姉。